# 中新田 (海老名市)
中新田（なかしんでん）は、神奈川県海老名市の地名。現行行政地名は中新田一丁目から中新田五丁目および住居表示未実施の大字中新田からなる。

## 地理
市内西部、相模川左岸に位置する。相模平野の中央部にあたり、一帯はほぼ平地である。神奈川県立海老名高等学校および神奈川県立中央農業高等学校が所在し、西部には首都圏中央連絡自動車道（圏央道）の海老名インターチェンジが位置する。
北で河原口およびさつき町、北東で勝瀬、東で大谷、南で今里および社家、西で相模川を挟んで厚木市厚木に接する（特記ないものは海老名市）。北部に一丁目〜三丁目、南部に四丁目・五丁目が位置し、北東端と西部に住居表示未実施区域がある。

### 面積
面積は以下の通りである。
| 大字・丁目   | 面積（km2） |
| ------------ | ----------- |
| 中新田       | 0.82        |
| 中新田一丁目 | 0.31        |
| 中新田二丁目 | 0.28        |
| 中新田三丁目 | 0.27        |
| 中新田四丁目 | 0.30        |
| 中新田五丁目 | 0.28        |
| 計           | 2.26        |

### 河川
- 相模川
- 貫抜川

### 地価
住宅地の地価は、2023年（令和5年）1月1日の公示地価によれば、中新田2-13-35の地点で20万5000円/m2、中新田3-21-19の地点で18万円/m2となっている。

## 歴史

### 地名の由来
東・北に広がる海老名三千石とも称された田圃の意とも、海老名上郷と下郷の間に新たに開拓された田圃の意ともされる。

### 沿革
- 江戸時代 - 高座郡中新田村成立。
- 1868年（明治元年） - 中新田村、神奈川府を経て神奈川県に所属。
- 1889年（明治22年）4月1日 - 町村制施行により高座郡海老名村大字中新田となる。
- 1932年（昭和7年）11月1日 - 地内を走る相模鉄道相模線（現：JR相模線）に中新田停留場が開業[注 1]。
- 1940年（昭和15年）12月20日 - 海老名村が町制施行し、海老名町となる。
- 1943年（昭和18年）10月1日 - 中新田停留場が営業休止。
- 1944年（昭和19年）6月1日 - 相模鉄道相模線国有化時に中新田停留場廃止。
- 1971年（昭和46年）11月1日 - 海老名町が市制施行し、海老名市となる。
- 1973年（昭和48年） - 北部の一部がさつき町として分離。
- 2006年（平成18年）2月13日 - 中央部で住居表示実施、中新田一丁目〜五丁目成立[6]。

### 町名の変遷
| 実施後       | 実施年月日    | 実施前               |
| ------------ | ------------- | -------------------- |
| 中新田一丁目 | 2006年2月13日 | 大字中新田           |
| 中新田二丁目 | 2006年2月13日 | 大字中新田           |
| 中新田三丁目 | 2006年2月13日 | 大字中新田           |
| 中新田四丁目 | 2006年2月13日 | 大字中新田・大字大谷 |
| 中新田五丁目 | 2006年2月13日 | 大字中新田           |

## 世帯数と人口
2023年（令和5年）1月1日現在（海老名市発表）の世帯数と人口は以下の通りである。
| 大字・丁目   | 世帯数    | 人口    |
| ------------ | --------- | ------- |
| 中新田       | 26世帯    | 72人    |
| 中新田一丁目 | 779世帯   | 1,748人 |
| 中新田二丁目 | 1,178世帯 | 2,341人 |
| 中新田三丁目 | 1,391世帯 | 2,919人 |
| 中新田四丁目 | 809世帯   | 1,900人 |
| 中新田五丁目 | 206世帯   | 541人   |
| 計           | 4,389世帯 | 9,521人 |

### 人口の変遷
国勢調査による人口の推移。
| 年                 | 人口  |
| ------------------ | ----- |
| 1995年（平成7年）  | 8,922 |
| 2000年（平成12年） | 8,721 |
| 2005年（平成17年） | 9,061 |
| 2010年（平成22年） | 9,114 |
| 2015年（平成27年） | 9,177 |
| 2020年（令和2年）  | 9,226 |

### 世帯数の変遷
国勢調査による世帯数の推移。
| 年                 | 世帯数 |
| ------------------ | ------ |
| 1995年（平成7年）  | 3,881  |
| 2000年（平成12年） | 3,636  |
| 2005年（平成17年） | 3,756  |
| 2010年（平成22年） | 4,048  |
| 2015年（平成27年） | 4,305  |
| 2020年（令和2年）  | 4,128  |

## 学区
市立小・中学校に通う場合、学区は以下の通りとなる（2022年12月時点）。
| 大字・丁目   | 番地     | 小学校                 | 中学校               |
| ------------ | -------- | ---------------------- | -------------------- |
| 中新田       | 376～540 | 海老名市立中新田小学校 | 海老名市立海西中学校 |
| 中新田一丁目 | 全域     | 海老名市立中新田小学校 | 海老名市立海西中学校 |
| 中新田二丁目 | 全域     | 海老名市立中新田小学校 | 海老名市立海西中学校 |
| 中新田三丁目 | 全域     | 海老名市立中新田小学校 | 海老名市立海西中学校 |
| 中新田四丁目 | 全域     | 海老名市立中新田小学校 | 海老名市立海西中学校 |
| 中新田五丁目 | 全域     | 海老名市立中新田小学校 | 海老名市立海西中学校 |

## 事業所
2021年（令和3年）現在の経済センサス調査による事業所数と従業員数は以下の通りである。
| 大字・丁目   | 事業所数  | 従業員数 |
| ------------ | --------- | -------- |
| 中新田       | 25事業所  | 1,030人  |
| 中新田一丁目 | 31事業所  | 394人    |
| 中新田二丁目 | 64事業所  | 399人    |
| 中新田三丁目 | 62事業所  | 414人    |
| 中新田四丁目 | 26事業所  | 778人    |
| 中新田五丁目 | 26事業所  | 910人    |
| 計           | 234事業所 | 3,925人  |

### 事業者数の変遷
経済センサスによる事業所数の推移。
| 年                 | 事業者数 |
| ------------------ | -------- |
| 2016年（平成28年） | 204      |
| 2021年（令和3年）  | 234      |

### 従業員数の変遷
経済センサスによる従業員数の推移。
| 年                 | 従業員数 |
| ------------------ | -------- |
| 2016年（平成28年） | 2,475    |
| 2021年（令和3年）  | 3,925    |

## 交通

### 鉄道
中央部をJR相模線、北端を小田急小田原線が通過するが、いずれも駅はない。最寄駅は隣接する河原口に所在する厚木駅（南部においては社家駅）。

### バス
- 神奈川中央交通
  - 長16系統 長後駅西口・海老名駅行き
- 海老名市コミュニティバス
  - 大谷・杉久保ルート 海老名駅・EXPASA海老名下り行き

### 道路
高速道路
- 首都圏中央連絡自動車道（圏央道、さがみ縦貫道路） - 西端を南北に通過する。地内に海老名ICが位置する。

主要地方道
- 神奈川県道43号藤沢厚木線 - 地内南東から海老名ICを経て北上する。圏央道開通に伴ってルート変更が行われた。海老名インター入口交差点以降は46号と重複。
- 神奈川県道46号相模原茅ヶ崎線 - 地内南部から北上して海老名インター入口交差点へ至り、以降は43号と重複して海老名IC方面へ向かう本線と、そのまま北上する支線に分かれる。

## 施設
中新田（住居表示未実施）
- 海老名メディカルプラザ
- 海老名市保健相談センター
- 海老名市立わかば会館
- 海老名インターチェンジ
- 海老名運動公園（一部は社家に所在）

中新田一丁目
- 神奈川県立海老名高等学校
- 海老名市立中新田小学校
- 海老名中新田郵便局
- 海源寺
- 東興寺

中新田二丁目
- えびな団地
- 増全寺
- 諏訪神社

中新田三丁目
- 伊勢宮大神宮

中新田四丁目
- 神奈川県立中央農業高等学校（一部は今里に所在）
- 上台ノ原団地
- エホバの証人日本支部

中新田五丁目
- 雪印メグミルク海老名工場
- オウルテック本社
- 山王社

## ギャラリー

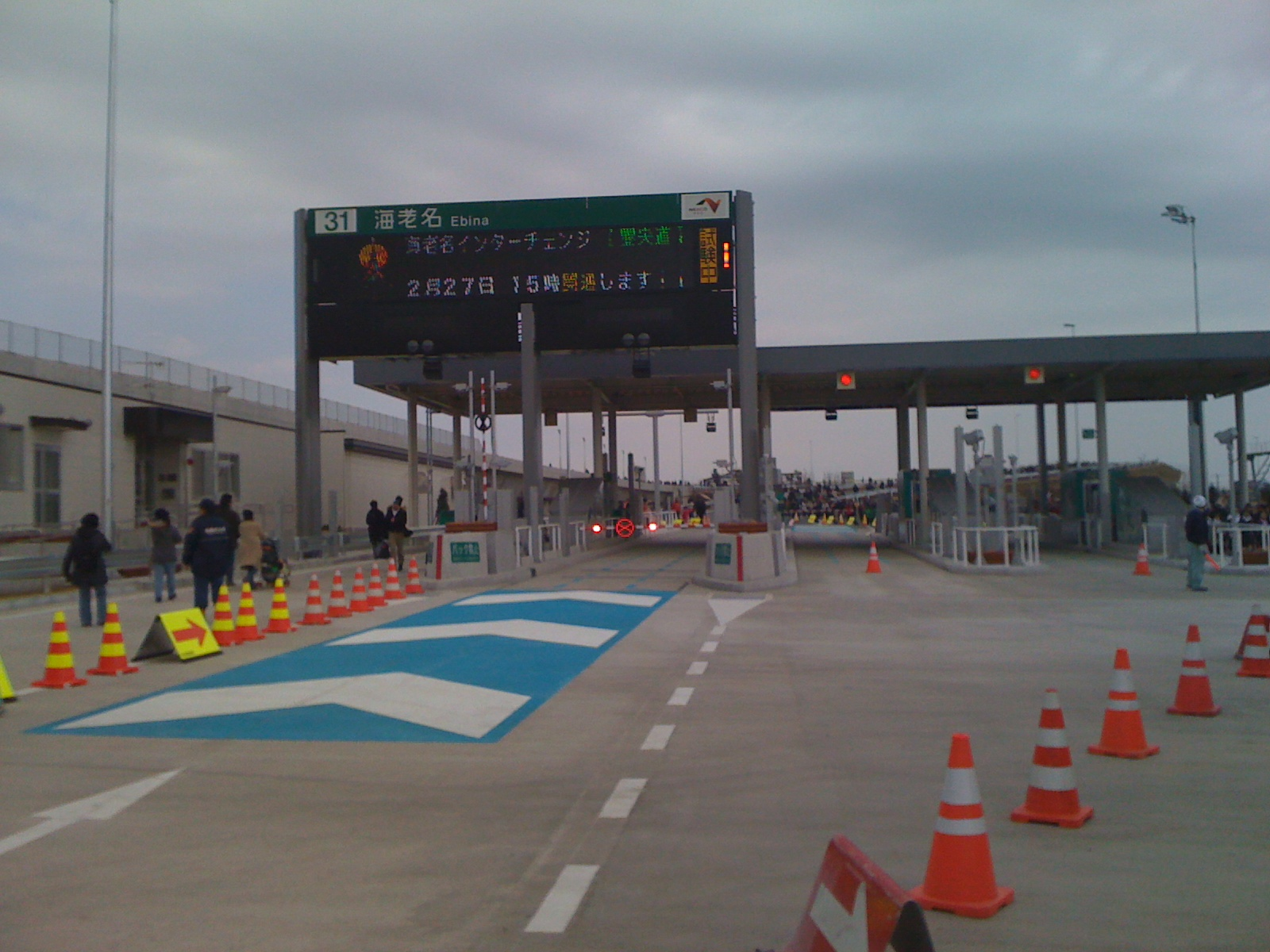
海老名インターチェンジ
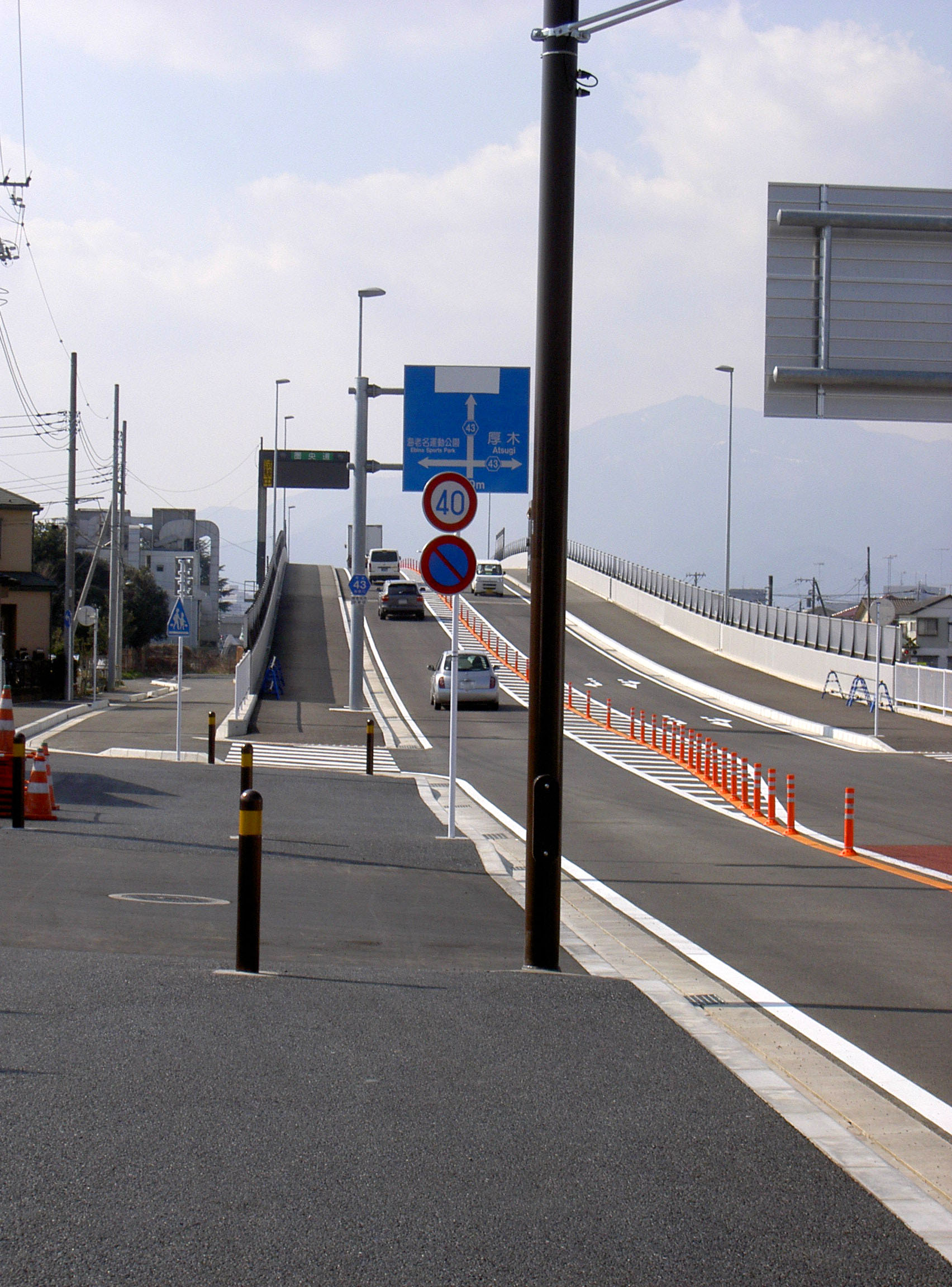
神奈川県道43号・中新田跨線橋
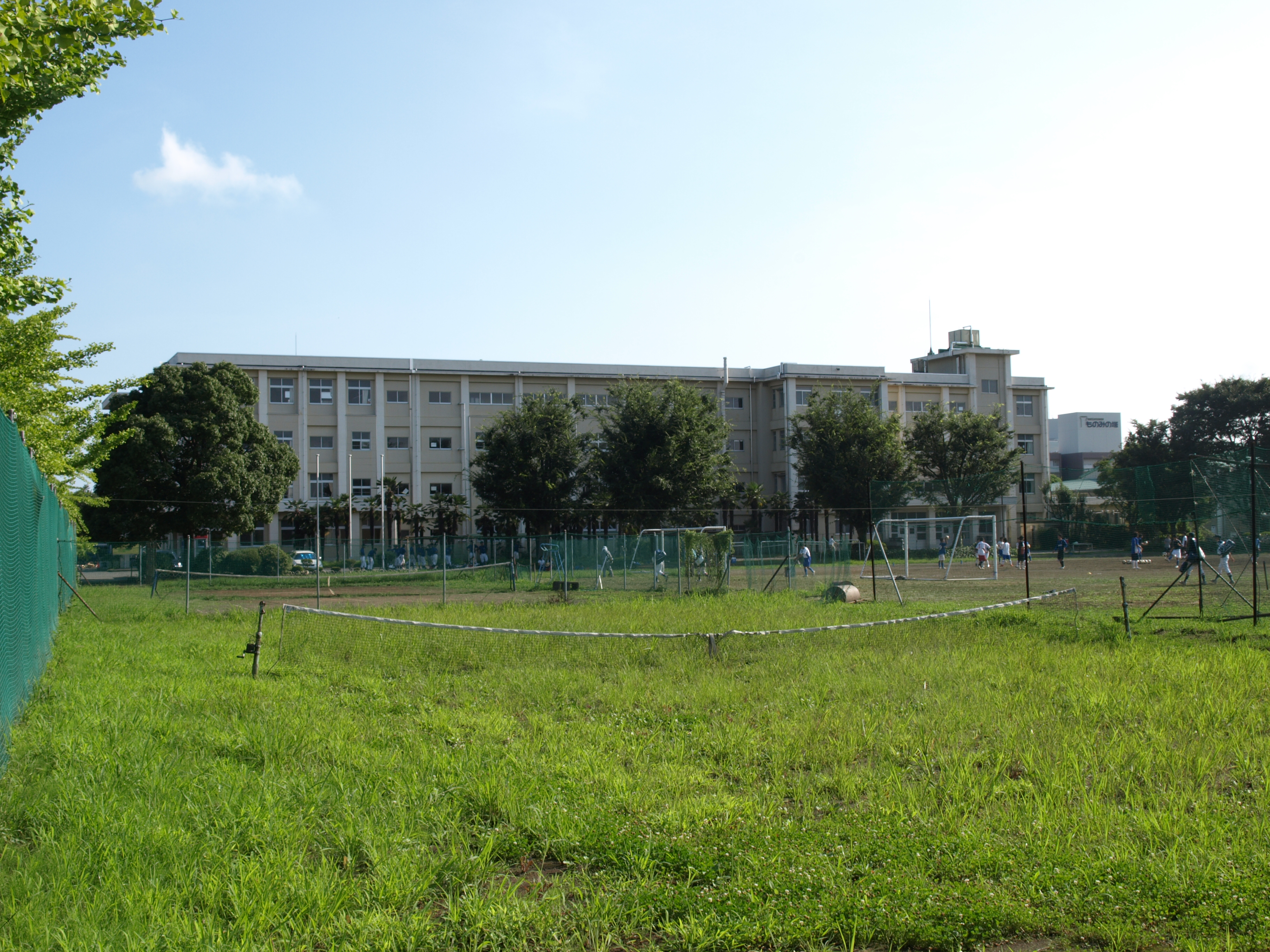
神奈川県立中央農業高等学校
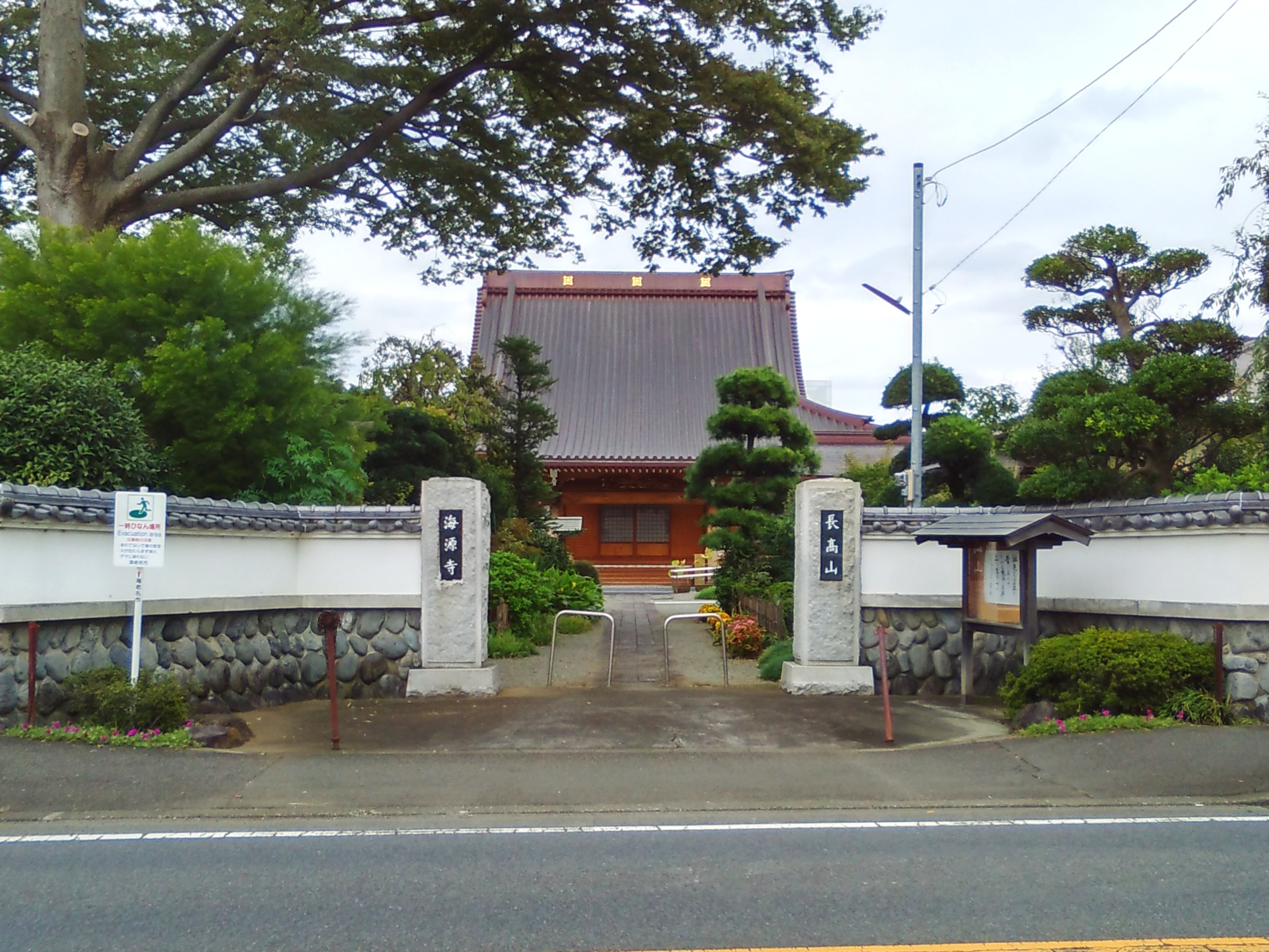
海源寺
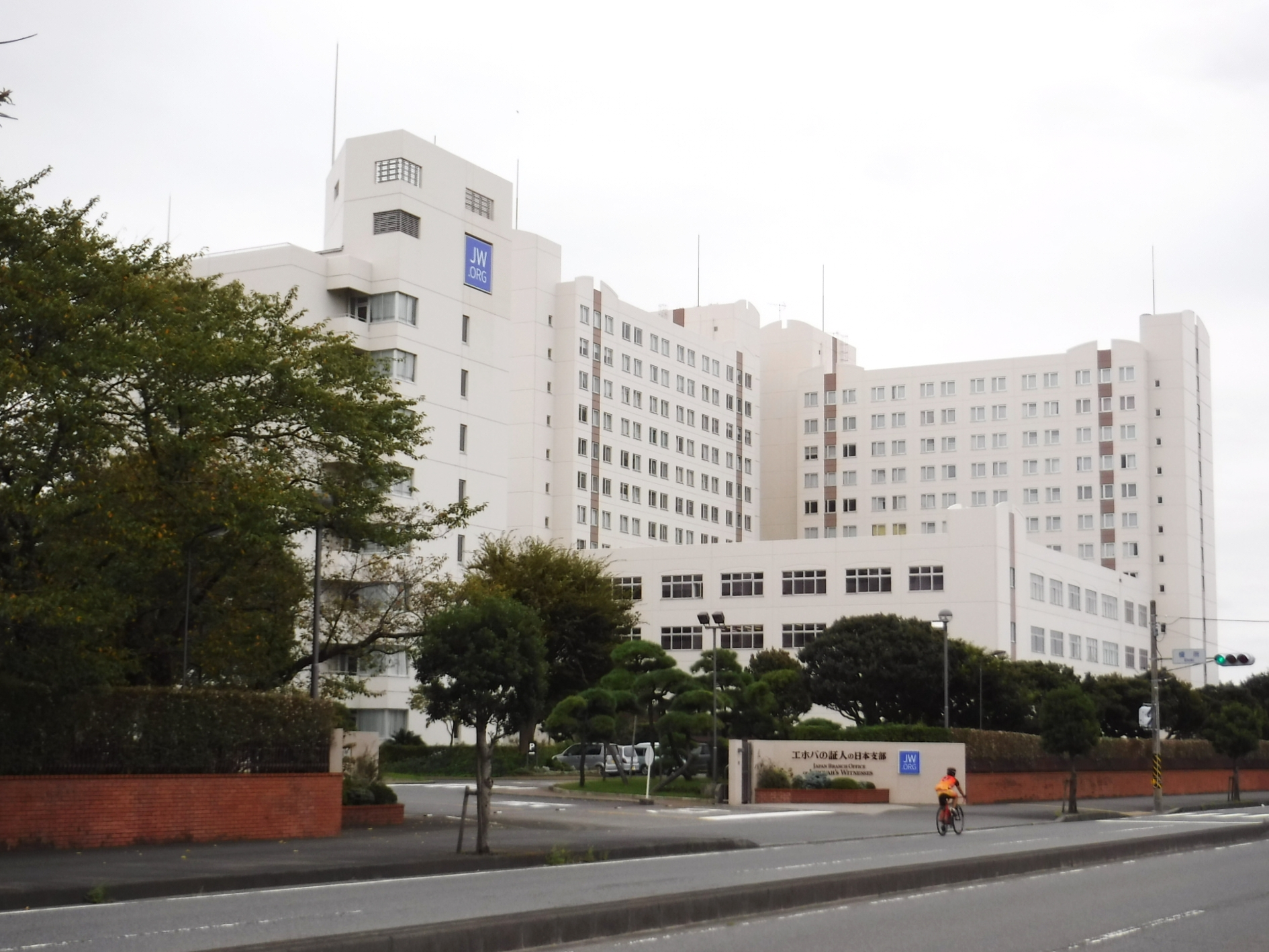
エホバの証人日本支部

## その他

### 日本郵便
- 郵便番号 : 243-0422[3]（集配局 : 綾瀬郵便局[16]）。